# لنترن
لنترن (به انگلیسی: LANTERN) نوعی فیلترشکن همتا به همتای متن‌باز و رایگان است که بر اساس طرحی از شرکت غیرانتفاعی brave new software به منظور مبارزه با سانسور اینترنت و دستیابی افراد به اینترنت آزاد ابداع شده‌است. هدف لنترن تنها ارائه یک روش سریع برای دور زدن فیلتر اینترنت است و مانند نرم‌افزار ناشناسی تور یک ابزار و شبکه برای ناشناس ماندن نیست.
لنترن از طریق گوگل تاک می‌تواند یک ارتباط بین کاربران ایجاد کند. در صورت در دسترس نبودن کاربر مطمئن، امکان دسترسی به سرویس ابری لنترن وجود دارد. این ارتباط کاربران و لنترن رمزنگاری شده‌است.
لنترن برای نخستین بار در نوامبر ۲۰۱۳ با ارسال دعوت‌نامه برای تعداد محدودی کاربر از پیش ثبت نام شده به صورت آزمایشی شروع به کار کرد.این برنامه در ایران مدت هاست دچار قطعی و مشکلات شدیدی شده است که با اعتراض کاربران مواجه شد